# Pteredoa plumosa
Pteredoa plumosa is een vlinder uit de familie spinneruilen (Erebidae), onderfamilie donsvlinders (Lymantriinae). De wetenschappelijke naam van deze soort is voor het eerst geldig gepubliceerd in 1905 door Hampson.
De soort komt voor in tropisch Afrika.